# Portugiesische Lorbeerkirsche
Die Portugiesische Lorbeerkirsche (Prunus lusitanica) ist eine Pflanzenart aus der Gattung Prunus innerhalb der Familie der Rosengewächse (Rosaceae). Ihren deutschen Trivialnamen Portugiesischer Kirschlorbeer erhielt die Lorbeerkirsche aufgrund von Vermarktungserwägungen, obwohl die Pflanze mit der Kirsche, und nicht mit dem Lorbeer verwandt ist.

## Beschreibung

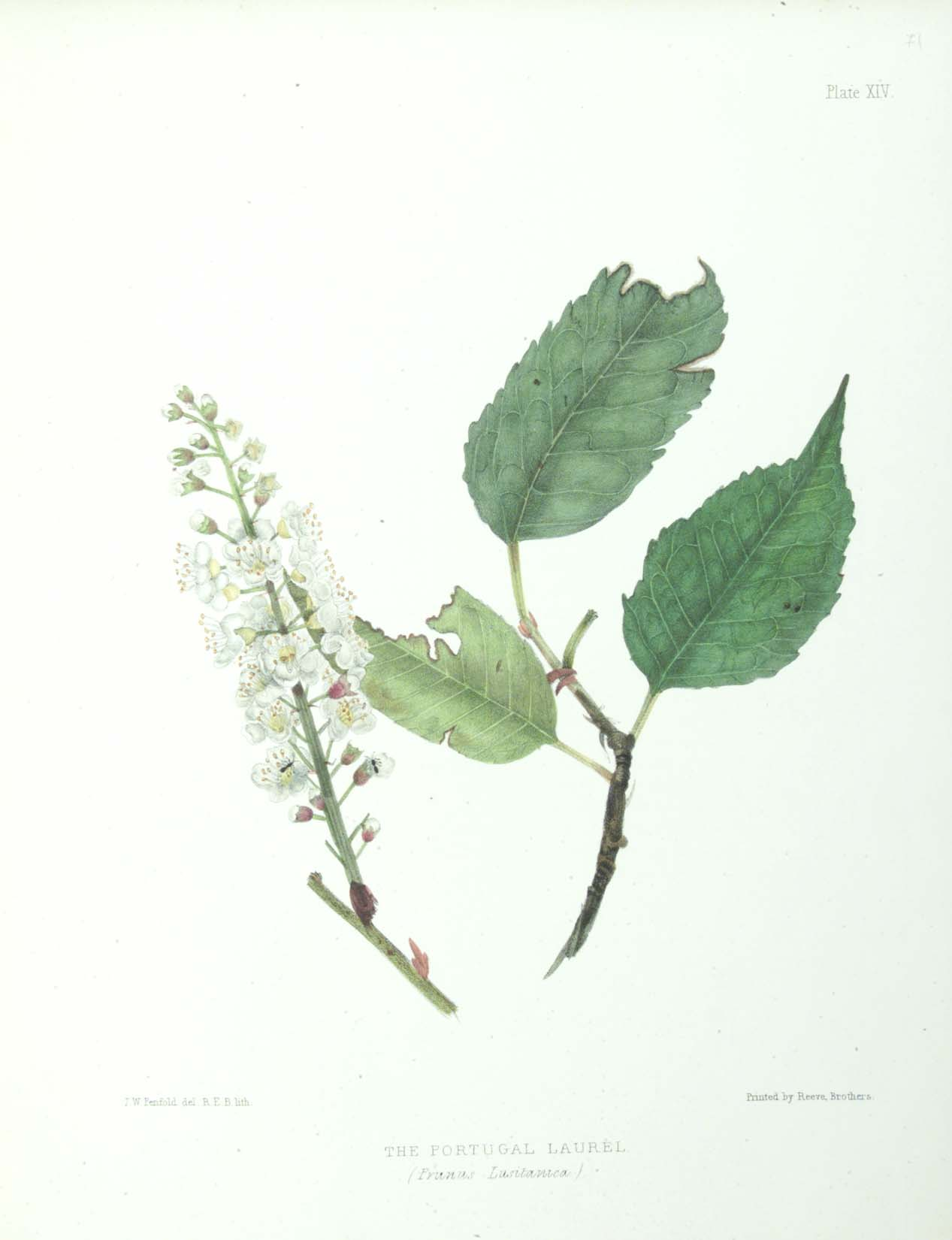
Illustration aus Madeira Flowers, Fruits and Ferns

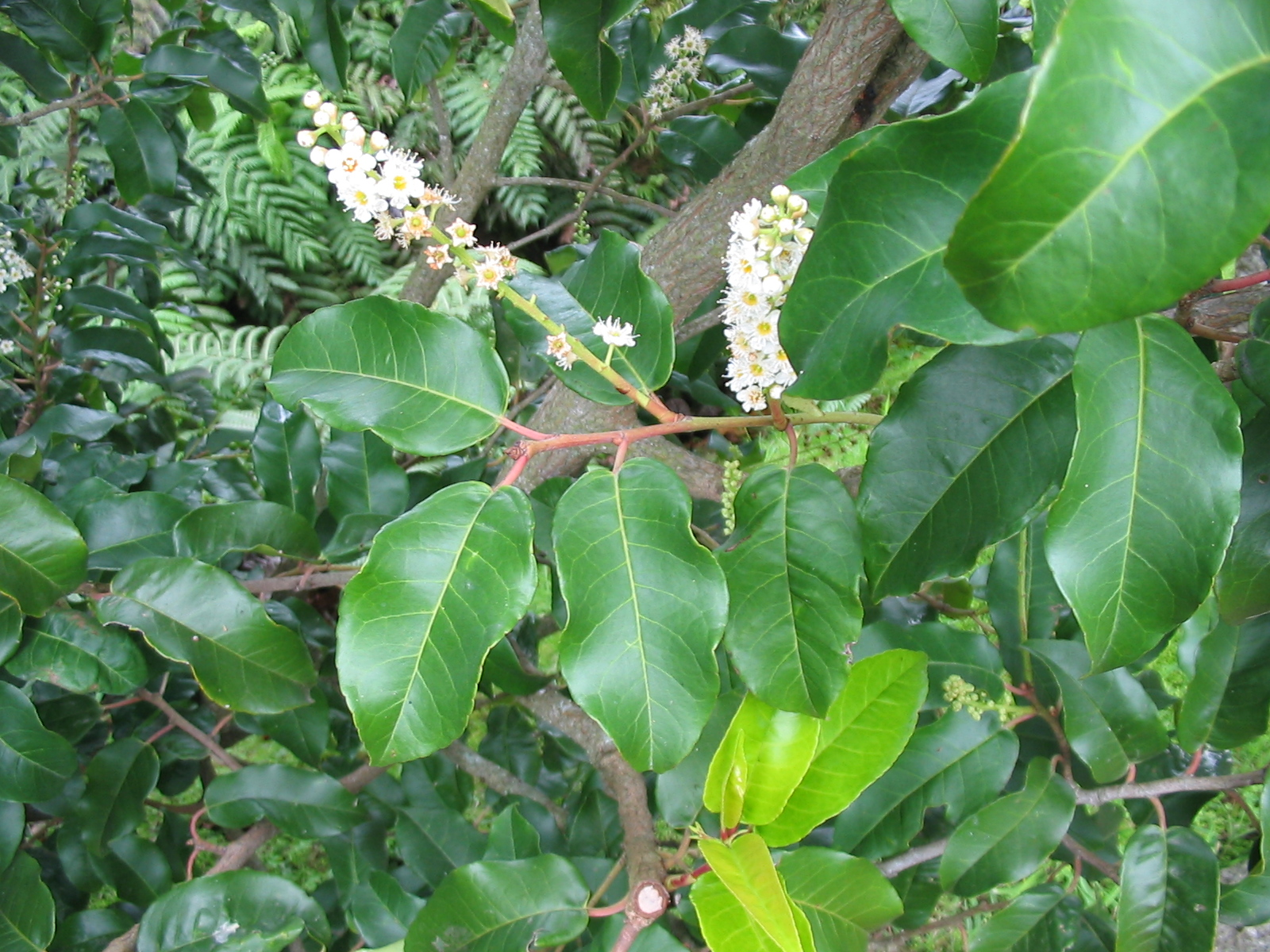
Zweig mit Laubblättern und Blütenständen von Prunus lusitanica subsp. azorica

### Vegetative Merkmale
Die Portugiesische Lorbeerkirsche ist ein immergrüner Baum oder Strauch, der Wuchshöhen von 3 bis 8, selten bis 20 Metern erreicht. Die Rinde junger Zweige und die Blattstiele sind kahl und dunkelrot. Die wechselständig und zweizeilig am Zweig angeordneten Laubblätter sind in Blattstiel und -spreite gegliedert. Die einfache, kahle, glänzend dunkelgrüne, drüsenlose Blattspreite ist länglich-lanzettlich und gekerbt-gesägt.

### Generative Merkmale
Die Blütezeit liegt im Juni. Viele Blüten sind in einem aufrecht-abstehenden traubigen Blütenstand angeordnet. Die zwittrige Blüte ist radiärsymmetrisch und fünfzählig mit doppelter Blütenhülle. Die Kronblätter sind weißlich und 4 bis 7 Millimeter lang.
Die bei Reife schwarz-purpurfarbenen Kirschen sind eiförmige Früchte mit spitzem oberen Ende.

## Vorkommen
Die Art Prunus lusitanica kommt in Südfrankreich, auf der Iberischen Halbinsel, in Marokko und auf den Kanarischen Inseln vor. Ihr Lebensraum sind feuchte Wälder. Die Bestände auf den Kanaren gehören zur Unterart Prunus lusitanica subsp. hixa (Willd.) Franco und wachsen dort in der Lorbeerwaldregion.

## Systematik
Die Erstveröffentlichung von Prunus lusitanica erfolgt 1753 durch Carl von Linné in Species Plantarum, Tomus I, S. 473.
Je nach Autor gibt es etwa drei Unterarten:
- Prunus lusitanica subsp. azorica (Mouill.) Franco: Dieser Endemit kommt nur auf den Azoren vor.[1]
- Prunus lusitanica subsp. hixa (Willd.) Franco: Sie kommt auf den Kanaren und auf Madeira vor.[1]
- Prunus lusitanica L. subsp. lusitanica: Sie kommt in Portugal, Spanien und Südfrankreich vor.[1]

## Belege
- Ingrid und Peter Schönfelder: Kosmos-Atlas Mittelmeer- und Kanarenflora. Franckh-Kosmos Verlag, Stuttgart 1994, ISBN 3-440-06223-6, S. 70.